# Marbach (Lauda-Königshofen)
Marbach (ⓘ) ist ein Stadtteil von Lauda-Königshofen im Main-Tauber-Kreis, dem nördlichsten Landkreis Baden-Württembergs.

## Geographie

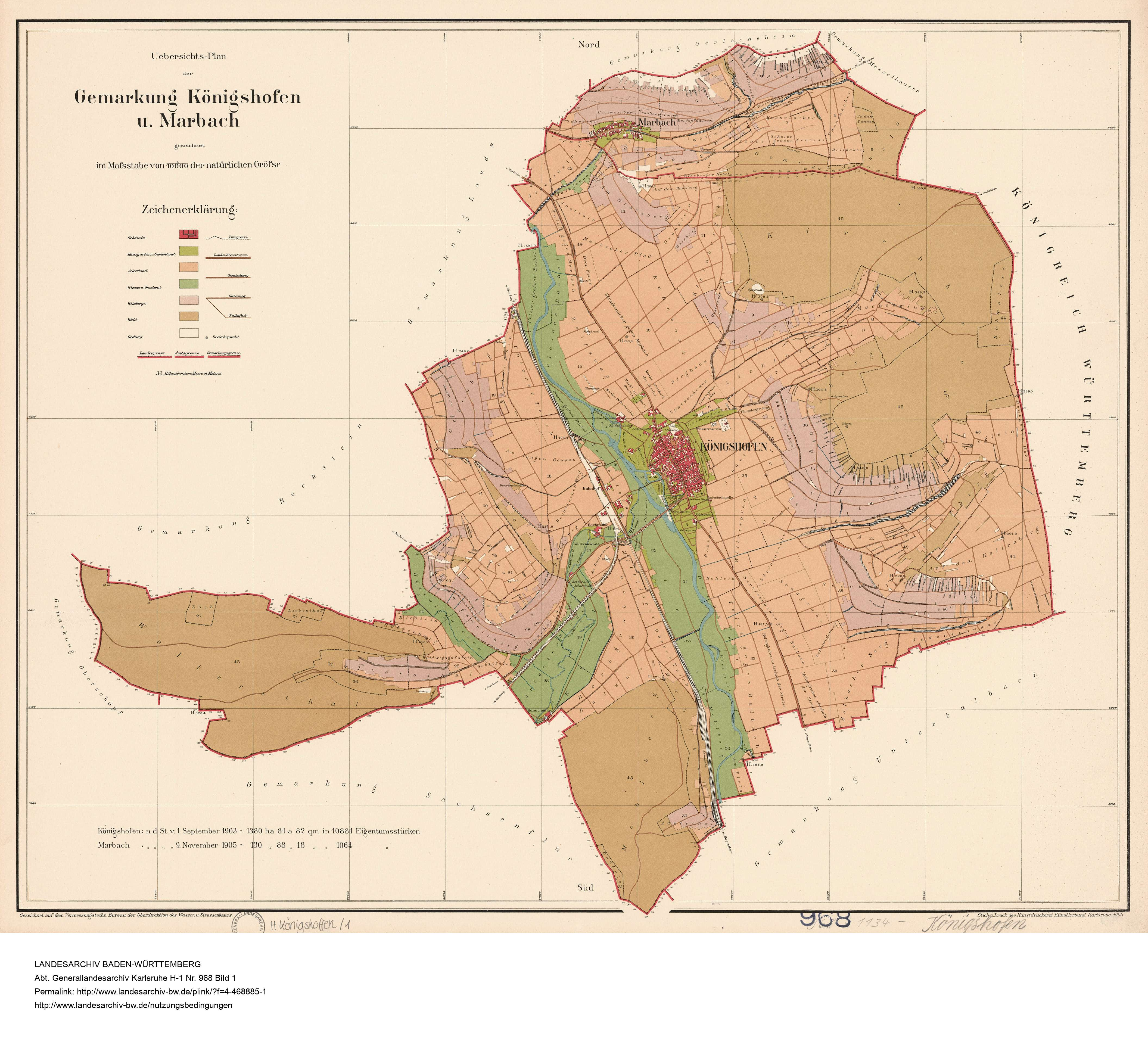
Die Gemarkung von Marbach, um 1906, daneben die Gemarkung von Königshofen

Marbach  nimmt eine Fläche von 0,13 Quadratkilometern ein und hat 268 Einwohner.

## Geschichte
Das Dorf gehörte zum Amt Lauda. Dieses hatte bis 1506 eine Reihe wechselnder Landesherrschaften und war dann Teil des Bistums Würzburg bis zu dessen Säkularisation 1803. Es kam zunächst an das Fürstentum Leiningen. Nach Auflösung des Fürstentums 1806 durch die Rheinbundakte wurde es dann dem Großherzogtum Baden zugeschlagen.
Im Zuge der Gebietsreform in Baden-Württemberg wurde Marbach am 1. Januar 1975 der Stadt Lauda-Königshofen zugeschlagen.

## Kultur und Sehenswürdigkeiten
Im Dorf befindet sich die römisch-katholische Pfarrkirche St. Josef von 1782 mit einer Ausstattung im Übergang vom Rokoko zum Klassizismus.